# Amerikansk miniatyrhäst
Amerikansk miniatyrhäst är en hästras som har tagits fram efter många års avelsarbete i USA. Den amerikanska miniatyrhästen ska ha långa ben, litet huvud, lång hals, kort rygg, högt ansatt svans och proportioner som en stor häst. Alla färger och tecken får förekomma, även alla olika slags ögonfärger.
AMHA (American Miniature Horse Association) är huvudföreningen för denna ras. Andra raser som blandas med amerikansk miniatyrhäst registreras i AMHR (American Miniature Horse Registry). Höjden på hästarna mäts från sista håret i manen, inte från manken som annars är vanligt. Högsta tillåtna höjd är i 86,4 cm enligt AMHA, men i AMHR får hästarna vara 96,5 cm. Idag finns det omkring 200 stycken renrasiga amerikanska miniatyrhästar i Sverige.

## Historia
Miniatyrhästar föddes upp så tidigt som på 1500-talet, men då enbart som husdjur för europeiska kungligheter. En illustrerad artikel från 1765 visade en miniatyrhäst tillsammans med en medlem i kungliga familjen i England. Man har även hittat naturligt födda miniatyrhästar bland vildhästar, som då fötts små för att överleva tufft klimat och dåligt bete.
De första dokumentationerna om miniatyrhästar dök upp på 1880-talet. Små shetlandsponnyer importerades till USA första gången år 1888, främst av Eli Elliott. Dessa ponnyer som hade importerats för att få upp shetlandsstammen i landet var ganska små, även för att vara Shetlandsponnyer och en del av dem var inte mer än 70 cm i mankhöjd. Eli Elliot dog år 1917 efter att ha tillbringat hela sitt liv åt att föda upp de små ponnyerna.
De två männen Moorman Field och Smith McCoy kom att vara avgörande för minihästarnas framtid. Moorman Field avlade miniatyrhästar till kolgruvorna i Virginia och under 1960-talet sades det att Moorman hade över 900 vuxna hästar varav 50 av dem var minihästar som utavlats med bland annat fullblodshästar och Appaloosa. Efter att Moorman dog 1967 fick hans son Tom ärva ranchen men 1980 fanns bara två ston och en hingst kvar av miniatyrerna. Under tiden hade Smith McCoy tagit över rollen som landets största uppfödare av minihästarna. McCoy hade rest genom hela USA för att hitta de absolut minsta shetlandsponnyerna och han fick upp en hjord på ca 200 hästar genom att avla de absolut minsta av dem. Runt 1967 sålde McCoy av stora delar av hjorden och miniatyrhästarna spreds över landet. Det var först under 1960-talet som folket blev medvetet om att det existerade miniatyrhästar.
Under denna tiden kom dock många ponnyer att avlas ut med andra raser. Uppfödare och privatägare dokumenterade inte sina minihästar eller aveln som skedde på rancherna, mycket för att kunna säga att hästarna var naturligt små hästar som kom från bergen, inte genom framavling på stuteri. 1971 startades minihästens förening American Miniature Horse Registry (AMHR) och man kunde nu registrera sina minihästar som var upp till 86 cm. Ett register öppnades även för de hästar som var över 86 cm. 1978 blev rasen officiellt godkänd av det amerikanska jordbruksverket och den andra officiella föreningen AMHA (American Miniature Horse Association) startades samma år i Arlington, Texas. 
Redan den 31 december 1987 stängde man dock registret i AMHA och tillät endast registrering av avkommor från två hästar som redan var registrerade. Detta för att man skulle kunna säkerställa hästarnas stamtavlor för att undvika inblandning av annat blod. För att ytterligare säkerställa generna krävs det att alla hästar som fötts efter 31 december 1995 DNA-testas och blodtestas innan några av deras avkommor får registreras. 
Runt år 2000 fanns ca 87 000 minihästar under 86 cm registrerade, samt 86 000 hästar över 86 cm. Föreningen AMHR har idag över 11 000 medlemmar i 38 länder.

## Egenskaper
Miniatyrponnyn är lätthanterlig på grund av sin storlek och sitt snälla lynne. De är utmärkta mot barn och har väldigt lätt för att lära sig. 
Dock har många miniatyrhästar problem med ryggar, leder och exteriöra fel då rasens kroppsmassa inte håller för de små benen. Men rasen är friskare och sundare om de får leva mycket utomhus och utan att jobba. Men hästarna är långlivade och en liten miniatyrhäst som hette Angel blev hela 50 år gammal.
Minihästarna får dock inte vara ett resultat av dvärggener hos hästarna, vilket är mycket vanligare än man tror. En del dvärghästar säljs mycket dyrt som "äkta" miniatyrhästar av oseriösa hästhandlare. 

## Användningsområden
Det är inte så vanligt att dessa hästar blir ridna men de klarar en vikt på cirka 35 kg. De kan även dra en liten rockard med två vuxna utan problem. 
Miniatyrhästarna ses nästan bara i utställningssammanhang eller i eventuella shower. Man ställer ut hästarna i två kategorier. A är för de som är under 82 cm i mankhöjd och kategori B som är för hästar mellan 82 och 91 cm i mankhöjd. 
Minihästarnas lätthanterliga sätt och förmåga att lära sig snabbt har gjort att en del miniatyrhästar även används som handikapphästar då de kan fungera både som ledare och som terapidjur. Även inom cirkusen är rasen populär då de är lättränade och gå hem hos publiken på grund av sin storlek. 
Då hästarna är alldeles för små för att ridas används de aldrig inom ridsporten, men däremot finns speciella utställningar och tävlingar för miniatyrhästar som drar vagn. 

## Exteriör

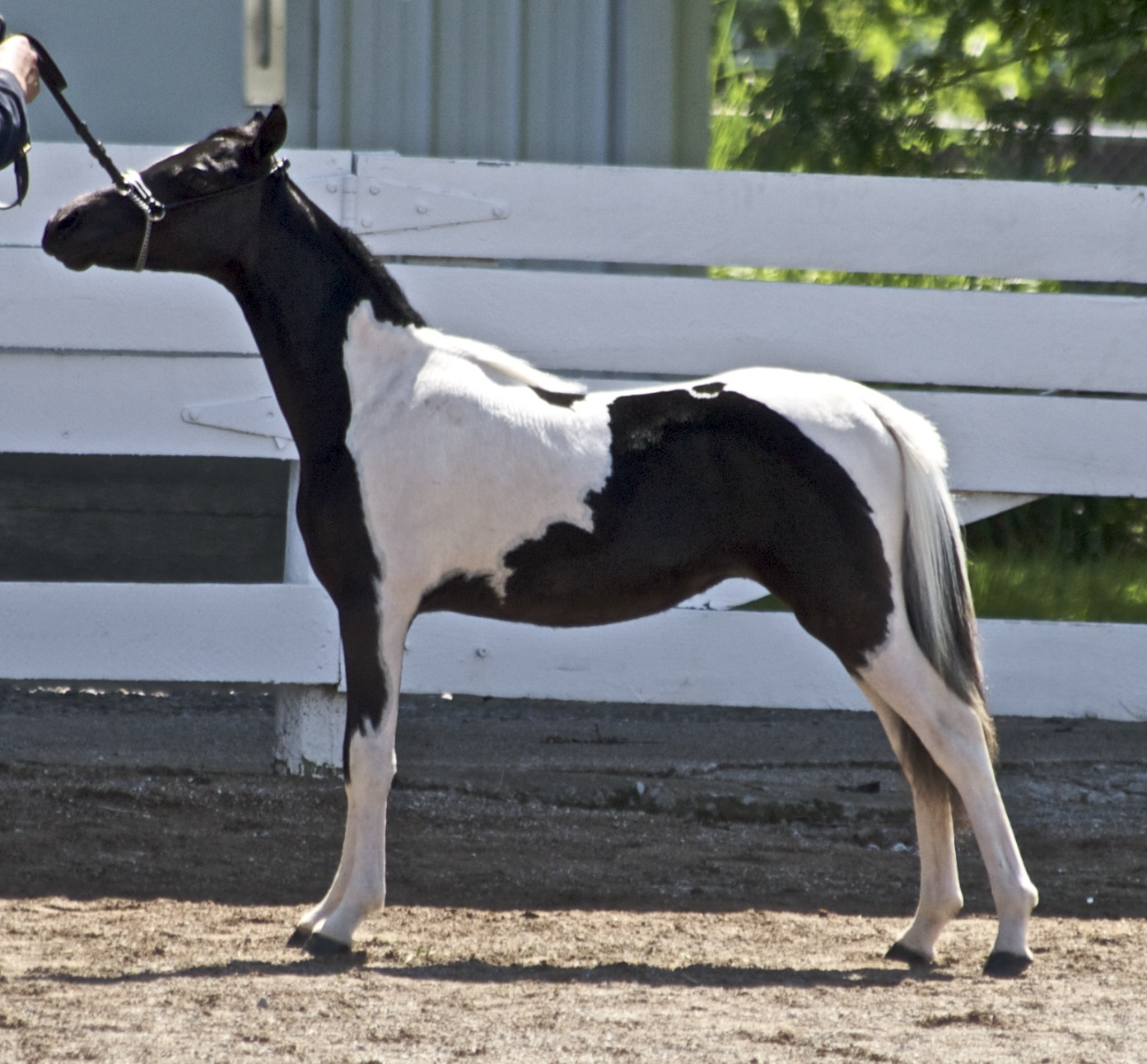
Idealet bland miniatyrer är att de små hästarna ska ha samma kroppstyp och byggnad som en stor häst fast i litet format.

Liten och proportionerlig, som en stor häst i miniatyr. Kroppen är välmusklad men ibland kan bogen vara något smal. Benen är lågsatta och har ibland en lätt utåtpekande tåställning. Miniatyrhästarna har ganska små, avlånga men uttrycksfulla huvuden i jämförelse med ponnyer som i regel har stora, grova huvuden i jämförelse med kroppen. Detta för att bibehålla känslan av minimala hästar, inte ponnyer. 
Mankhöjden på hästarna mäts från sista håret i manen, inte från manken som annars är vanligt. Högsta tillåtna höjd är i 86,4 cm enligt AMHA, men i AMHR får hästarna vara upp till 96,5 cm. Dessa hästar kan ha vilken färg som hest och även dragen kan variera. En del exemplar ser ut som fina fullblodshästar medan andra är lite knubbigare och tuffare. Populärast är de minihästarna som har tydliga drag av arabiska fullblod.